# Communauté de communes Terres des Confluences
Ne doit pas être confondu avec Communauté de communes Terres de confluences.
La communauté de communes Terres des Confluences est une intercommunalité française, comptant un peu plus de 40 000 habitants, et qui se situe dans le département de Tarn-et-Garonne, en région Occitanie.

## Historique
Par une décision du 18 mars 2016, la Commission départementale de coopération intercommunale (CDCI) décide qu'au 1er janvier 2017, la communauté de communes Terres de confluences, la communauté de communes Sère - Garonne - Gimone et les communes de Saint-Porquier et de La Ville-Dieu-du-Temple, s'unissent au sein de la nouvelle communauté de communes. Cette décision entre en application le 1er janvier 2017.
Elle est membre du Pôle d'équilibre territorial et rural Garonne-Quercy-Gascogne depuis 2017.

## Territoire communautaire

### Géographie
La communauté de communes Terres des confluences compte 22 communes. Son siège se situe à Castelsarrasin, dans la Z.A.C. de Fleury. 

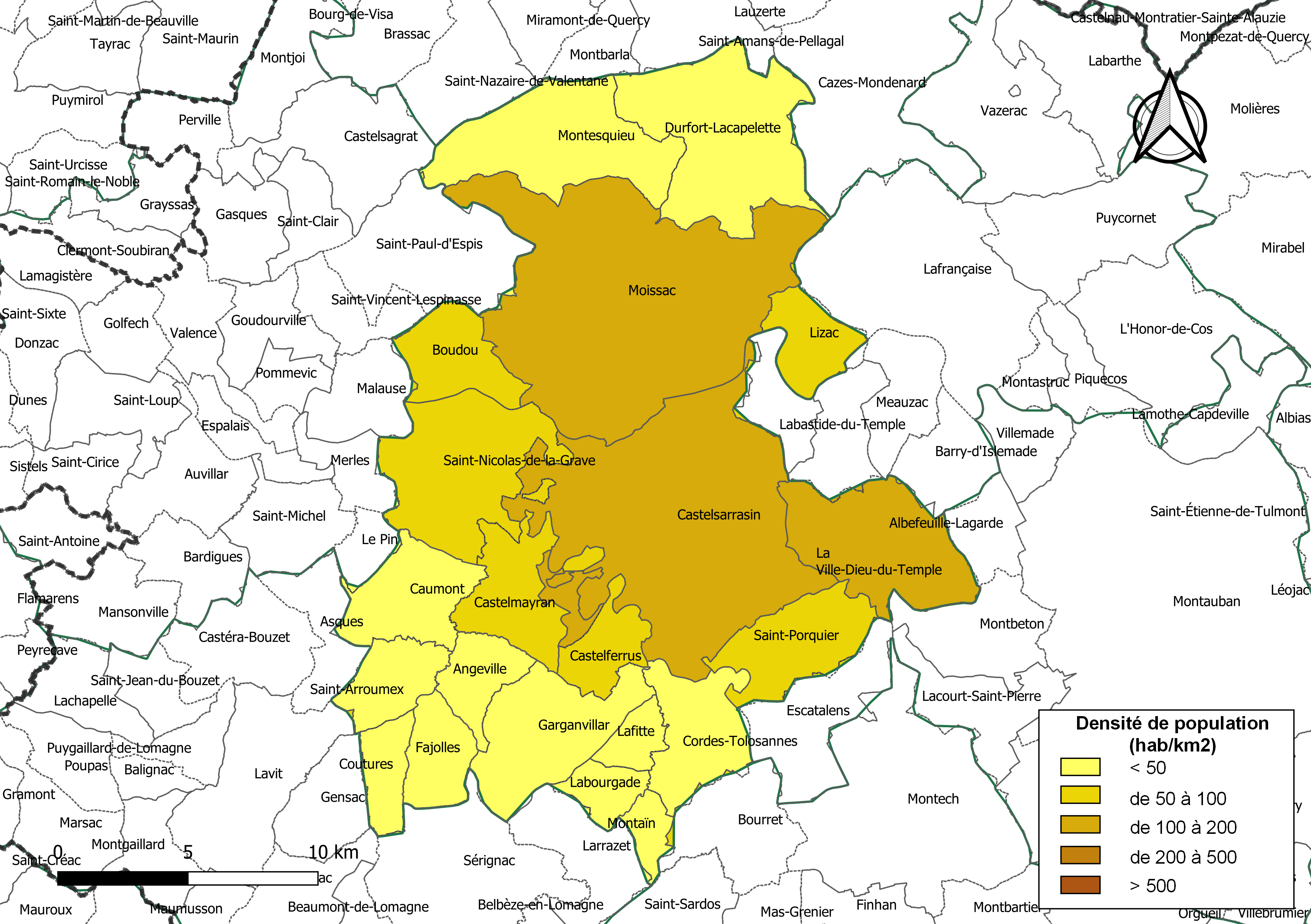
Carte des densités de population (millésimée 2016) des communes de la communauté de communes Terres des Confluences. Composition en communes au 1er janvier 2019.

### Composition
La communauté de communes est composée des 22 communes suivantes :

| Nom                       | Code Insee | Gentilé                         | Superficie (km2) | Population (dernière pop. légale) | Densité (hab./km2) |
| ------------------------- | ---------- | ------------------------------- | ---------------- | --------------------------------- | ------------------ |
| Castelsarrasin (siège)    | 82033      | Castelsarrasinois               | 76,77            | 14 335 (2022)                     | 187                |
| Angeville                 | 82003      | Angevillois                     | 8,33             | 238 (2022)                        | 29                 |
| Boudou                    | 82019      | Boudounais                      | 12,3             | 755 (2022)                        | 61                 |
| Castelferrus              | 82030      | Castelferrusiens                | 8,39             | 490 (2022)                        | 58                 |
| Castelmayran              | 82031      | Castelmayranois                 | 15,96            | 1 191 (2022)                      | 75                 |
| Caumont                   | 82035      | Caumontois                      | 15,22            | 346 (2022)                        | 23                 |
| Cordes-Tolosannes         | 82045      | Cordois                         | 15,77            | 359 (2022)                        | 23                 |
| Coutures                  | 82046      | Couturains                      | 6,9              | 108 (2022)                        | 16                 |
| Durfort-Lacapelette       | 82051      | Durfortais                      | 35,83            | 842 (2022)                        | 23                 |
| Fajolles                  | 82058      | Fajollais                       | 9,32             | 109 (2022)                        | 12                 |
| Garganvillar              | 82063      | Garganvillarais                 | 22,34            | 677 (2022)                        | 30                 |
| Labourgade                | 82081      | Bourgadois                      | 5,49             | 162 (2022)                        | 30                 |
| Lafitte                   | 82086      | Lafittois                       | 4,74             | 235 (2022)                        | 50                 |
| Lizac                     | 82099      | Lizacais                        | 9,42             | 545 (2022)                        | 58                 |
| Moissac                   | 82112      | Moissagais                      | 85,95            | 13 652 (2022)                     | 159                |
| Montaïn                   | 82118      | Montaniens                      | 4,04             | 92 (2022)                         | 23                 |
| Montesquieu               | 82127      | Montesquivois ou Montesquiviens | 28,65            | 747 (2022)                        | 26                 |
| Saint-Aignan              | 82152      | Saint-Aignanois                 | 4,85             | 407 (2022)                        | 84                 |
| Saint-Arroumex            | 82156      | Saint-Arroumessiens             | 9,63             | 145 (2022)                        | 15                 |
| Saint-Nicolas-de-la-Grave | 82169      | Nicolaïtes                      | 29,34            | 2 287 (2022)                      | 78                 |
| Saint-Porquier            | 82171      | Saint-Porquiérains              | 15,7             | 1 340 (2022)                      | 85                 |
| La Ville-Dieu-du-Temple   | 82096      | Théopolitains                   | 26,16            | 3 305 (2022)                      | 126                |

### Démographie
| 1968   | 1975   | 1982   | 1990   | 1999   | 2010   | 2015   | 2021   |
| ------ | ------ | ------ | ------ | ------ | ------ | ------ | ------ |
| 33 053 | 31 977 | 31 743 | 33 615 | 34 285 | 38 332 | 40 683 | 42 294 |

## Administration

### Siège
Le siège de la communauté d'agglomération est situé à Castelsarrasin.

### Conseil communautaire
Le conseil communautaire de la communauté de communes se compose de 62 conseillers, représentant chacune des communes membres et élus pour une durée de six ans.
Ils sont répartis comme suit :
| Nombre de délégués | Communes                                          |
| ------------------ | ------------------------------------------------- |
| 17                 | Castelsarrasin, Moissac                           |
| 4                  | La Ville-Dieu-du-Temple                           |
| 3                  | Saint-Nicolas-de-la-Grave                         |
| 2                  | Castelmayran, Durfort-Lacapelette, Saint-Porquier |
| 1 (+ 1 suppléant)  | les autres communes                               |

### Présidence
| Période                                  | Période  | Identité         | Étiquette | Qualité                                    |
| ---------------------------------------- | -------- | ---------------- | --------- | ------------------------------------------ |
| 2017                                     | 2020     | Bernard Garguy   | PRG       | Maire de Lizac                             |
| 2020                                     | en cours | Dominique Briois | DVD       | Maire de La Ville-Dieu-du-Temple (2008 → ) |
| Les données manquantes sont à compléter. |          |                  |           |                                            |

### Vice-présidents
Le bureau communautaire est composé du président, de 9 vice-présidents et de 3 conseillers délégués :
|     | Attributions                                                  | Identité                          | Qualité                            |
| --- | ------------------------------------------------------------- | --------------------------------- | ---------------------------------- |
| 1er | Développement économique et emploi                            | Jean-Philippe Bésiers             | Maire de Castelsarrasin            |
| 2e  | Promotion touristique du territoire                           | Romain Lopez                      | Maire de Moissac                   |
| 3e  | Aménagement durable du territoire et du cadre de vie          | Dominique Forneris                | Maire de Durfort-Lacapelette       |
| 4e  | Finances                                                      | Bernard Garguy                    | Maire de Lizac                     |
| 5e  | Action sociale et services à la population                    | Annie Feau                        | Maire de Montesquieu               |
| 6e  | Communication et relations avec l’usager                      | Bernard Bouché                    | Maire de Saint-Nicolas-de-la-Grave |
| 7e  | Environnement                                                 | Hughes Samain                     | Maire de Labourgade                |
| 8e  | Voirie, projets structurants et gestion des bâtiments publics | Hubert Lafont                     | Maire de Fajolles                  |
| 9e  | Plan Climat Air Energie Territorial (PCAET) et mobilité.      | Marie-Thérèse Vissières-Delvolves | Maire de Boudou                    |

| Attributions                                                                                       | Identité          | Qualité                    |
| -------------------------------------------------------------------------------------------------- | ----------------- | -------------------------- |
| Agriculture, ruralité et alimentation                                                              | Patrick Dellac    | Maire de Cordes-Tolosannes |
| Lutte contre la désertification médicale et santé, avec notamment, le Contrat Local de Santé (CLS) | Xavier Prevedello | Maire de Saint-Porquier    |
| Suivi des travaux des équipements structurants                                                     | Thierry Jamain    | Maire de Castelmayran      |

### Compétences
- Promotion du Tourisme
- Politique de la Ville
- Aire d'accueil des gens du voyage
- Voirie & aires de covoiturage
- Environnement
- Assainissement non collectif
- Collecte et traitement des déchets
- Développement économique
- Aménagement - Urbanisme
- Habitat & logement
- Fourrière intercommunale
- Equipements intercommunaux
- Restauration communautaire
- Action sociale d'intérêt communautaire

### Régime fiscal et budget
Le régime fiscal de la communauté d'agglomération est la fiscalité professionnelle unique (FPU).